# 今日大马
今日大马（Malaysia Today）是马来西亚网络媒体之一，2004年8月13日由拉惹柏特拉（Raja Petra bin Raja Kamarudin）所创办。拉惹柏特拉既是《今日大马》网站主编，早期报导以敢言及不畏强权，频繁地批评时政和国家级领导人闻名。但从2011年以来，该网站的评论立场开始偏向国阵以及國盟政府，并不时发表争议性文章。
2005年，《今日大马》发表了一系列批评马来西亚前首相阿都拉·巴达威之女婿凯里嘉马鲁丁的文章，引起广泛讨论。2007年，拉惹柏特拉在《今日大马》发表了一篇题为“让我们将杀死阿旦都雅的凶手送进地狱”的文章，结果被警方援引煽动法令调查。2008年8月26日，《今日大马》被大马通讯与多媒体委员会封锁，直到同年9月12日，官方才对这网站撤销禁令，然而拉惹柏特拉也在这一天被警方援引内按法令逮捕。
2018年2月21日，《今日大马》 接连发表三篇指控郭鹤年叔侄资助民主行动党以推翻国阵政府，意图建立一个华裔主导的政权的文章后引起轩然大波。 《马来西亚前锋报》等巫统宣传机关更一同加入炒作，除了表示对华社的不满之外，接著又与马华各领袖展开隔空骂战。大马华社的各大华团华商也群起力挺郭鹤年，促请相关人士停止一切破坏种族和谐的挑衅行为。郭鹤年、其侄儿郭孔怀与行动党对此也相继反驳拉惹柏特拉的指控。3月5日，大马通讯及多媒体委员在接获投报后要求《今日大马》撤下三篇文章。郭鹤年也表明，保留起诉《今日大马》的权利。